# Норвуд-Корт (Міссурі)
Норвуд-Корт (англ. Norwood Court) — місто (англ. town) в США, в окрузі Сент-Луїс штату Міссурі. Населення — 890 осіб (2020).

## Географія
Норвуд-Корт розташований за координатами 38°42′52″ пн. ш. 90°17′23″ зх. д. / 38.71444° пн. ш. 90.28972° зх. д. (38.714393, -90.289674).  За даними Бюро перепису населення США в 2010 році місто мало площу 0,33 км², уся площа — суходіл.

## Демографія
Згідно з переписом 2010 року, у місті мешкало 959 осіб у 530 домогосподарствах у складі 210 родин. Густота населення становила 2867 осіб/км².  Було 582 помешкання (1740/км²).
Расовий склад населення:
| - 94,2 % — чорних або афроамериканців - 4,1 % — білих - 0,1 % — корінних американців - 0,1 % — азіатів |

До двох чи більше рас належало 1,3 %. Частка іспаномовних становила 0,4 % від усіх жителів.
За віковим діапазоном населення розподілялося таким чином: 19,5 % — особи молодші 18 років, 72,1 % — особи у віці 18—64 років, 8,4 % — особи у віці 65 років та старші. Медіана віку мешканця становила 31,5 року. На 100 осіб жіночої статі у місті припадало 66,2 чоловіків;  на 100 жінок у віці від 18 років та старших — 66,7 чоловіків також старших 18 років.
Середній дохід на одне домашнє господарство  становив 37 346 доларів США (медіана — 29 702), а середній дохід на одну сім'ю — 49 755 доларів (медіана — 38 676). Медіана доходів становила 41 685 доларів для чоловіків та 28 092 долари для жінок. За межею бідності перебувало 24,7 % осіб, у тому числі 36,4 % дітей у віці до 18 років та 36,8 % осіб у віці 65 років та старших.
Цивільне працевлаштоване населення становило 470 осіб. Основні галузі зайнятості: освіта, охорона здоров'я та соціальна допомога — 35,1 %, мистецтво, розваги та відпочинок — 14,9 %, виробництво — 14,0 %, науковці, спеціалісти, менеджери — 13,8 %.